# Isola della Principessa Reale
L'isola della Principessa Reale (in inglese Princess Royal Island) è la maggiore isola nel nord della Costa della Columbia Britannica, Canada.

## Geografia
Si trova in mezzo ad altre isole a est dello stretto di Hecate. L'isola ha una superficie di 2.251 km² il che la rende la 189° tra le isole più grandi del mondo. Lo sviluppo costiero è di 592 km.

## Fauna
La fauna dell'isola della Principessa Reale comprende l'orso kermode, l'orso bruno e il grizzly; a questi si aggiungono cervi, lupi e volpi oltre ad una nascente popolazione di aquile dorate e aquile calve.
Molto ricca è anche la fauna marina attorno all'isola che comprende, oltre a una numerosa popolazione di salmoni, anche la presenza di leoni marini, orche e focene.

## Storia
L'isola è stata chiamata così nel 1788 dal capitano Charles Duncan dal nome del suo Sloop, Princess Royal appunto.